# Donaldson (Familienname)
Donaldson ist ein englischer Familienname.

## Herkunft und Bedeutung
Donaldson ist ein Patronym und bedeutet Sohn des Donalds.

## Namensträger
- Arthur Donaldson (1734–1797), US-amerikanischer Erfinder
- Bobby Donaldson (1922–1971), US-amerikanischer Jazzschlagzeuger
- Bryan Donaldson (* 1973), US-amerikanischer Informatiker und Autor
- Chris Donaldson (Christopher Lindsey Donaldson; * 1975), neuseeländischer Leichtathlet
- Christopher Donaldson (Filmeditor), kanadischer Filmeditor
- Christopher Donaldson (Drehbuchautor), kanadischer Drehbuchautor, Regisseur und Storyboard Artist
- Coll Donaldson (* 1995), schottischer Fußballspieler
- Dave Donaldson (* 1978), britisch-kanadischer Wirtschaftswissenschaftler
- Denis Donaldson (1950–2006), nordirischer Spion
- Don Donaldson (um 1910–nach 1959), US-amerikanischer Jazzpianist, Arrangeur und Orchesterleiter
- Dorothy Donaldson (1915–2011), irische Hockey- und Badmintonspielerin
- Dwight Martin Donaldson (1884–1976), Islamwissenschaftler und Orientalist
- Elena Donaldson-Akhmilovskaya (1957–2012), US-amerikanische Schachspielerin
- Ian Stuart Donaldson (1957–1993), englischer rechtsextremer Musiker
- J. Lyter Donaldson (Joseph Lyter Donaldson; 1891–1960), US-amerikanischer Politiker und Rechtsanwalt
- Jack Donaldson (Fußballspieler) (1882–??), schottischer Fußballspieler
- Jack Donaldson (Leichtathlet) (1886–1933), australischer Leichtathlet
- Jack Donaldson, Baron Donaldson of Kingsbridge (1907–1998), britischer Offizier, Manager und Politiker
- James Donaldson (* 1957), britisch-amerikanischer Basketballspieler
- Jared Donaldson (* 1996), US-amerikanischer Tennisspieler
- Jeffrey Donaldson (* 1962), nordirischer Politiker
- Jesse M. Donaldson (1885–1970), US-amerikanischer Politiker
- Jimmy Donaldson (* 1998),  US-amerikanischer Webvideoproduzent und YouTuber, siehe MrBeast
- Joan Donaldson (1946–2006), kanadische Journalistin
- John Donaldson (Fußballspieler) (1909–1939), schottischer Fußballspieler
- John Donaldson (Baseballspieler) (* 1943), US-amerikanischer Baseballspieler
- John Donaldson (Schachspieler) (William John Donaldson; * 1958), US-amerikanischer Schachspieler und -historiker
- John Donaldson (1886–1933), australischer Leichtathlet, siehe Jack Donaldson (Leichtathlet)
- John Francis Donaldson, Baron Donaldson of Lymington (1920–2005), britischer Richter
- John Weston Donaldson, schottischer Fußballspieler
- Julia Donaldson (* 1948), britische Autorin
- Lesleh Donaldson (* 1964), kanadische Schauspielerin und Synchronsprecherin
- Lex Donaldson (* 1947), britischer Organisationssoziologe
- Lily Donaldson (* 1987), britisches Model
- Lorne Donaldson, jamaikanischer Fußballspieler und -trainer
- Lou Donaldson (1926–2024), US-amerikanischer Jazz-Altsaxophonist
- Margaret Donaldson (1926–2020), britische Kinderpsychologin und Autorin
- Mark Donaldson (* 1955), neuseeländischer Rugby-Union-Spieler
- Mary Elizabeth Donaldson (* 1972), Königin Mary von Dänemark
- O. Fred Donaldson (Oscar Frederick „Fred“ Donaldson; * 1943), US-amerikanischer Geograf und Autor
- Robert Donaldson (* 2002), britischer Radrennfahrer
- Roger Donaldson (* 1945), neuseeländischer Filmregisseur australischer Herkunft
- Ryan Donaldson (* 1991), englischer Fußballspieler
- Scott Donaldson (* 1994), schottischer Snookerspieler
- Simon Donaldson (* 1957), englischer Mathematiker
- Stephen R. Donaldson (* 1947), US-amerikanischer Fantasy- und SF-Autor
- Stephen Donaldson (1946–1996), US-amerikanischer Politaktivist, siehe Donny the Punk
- Stuart Donaldson (Politiker, 1812) (1812–1867), australischer Politiker, erster Premier von New South Wales
- Stuart Donaldson (Politiker, 1991) (* 1991), schottischer Politiker
- Ted Donaldson (1933–2023), US-amerikanischer Schauspieler
- Walter Donaldson (Komponist) (1893–1947), US-amerikanischer Komponist
- Walter Donaldson (Snookerspieler) (1907–1973), schottischer Snookerspieler
- Will Donaldson (1891–1954), US-amerikanischer Komponist
- William Donaldson (Autor) (1935–2005), britischer Schriftsteller und Satiriker
- William H. Donaldson (1931–2024), US-amerikanischer Manager, Hochschullehrer und Politiker
- William John Donaldson (* 1958), US-amerikanischer Schachspieler